# 日野・滝畑コミュニティバス
日野・滝畑コミュニティバス（ひの・たきはたコミュニティバス）は、大阪府河内長野市で運行しているコミュニティバス。南海バスに委託している。

## 運行系統
河内長野駅前と滝畑ダムを結んでいる。
- 滝畑ダム行き

419系統・419Ｖ系統
河内長野駅前 → 錦町 → むくの本 → 長野車庫 → 下高向 → 中高向 → 高向公民館前 → （奥河内くろまろの郷 → ）上高向（花の文化園前） → 高向 → 古保 → 汐滝橋 → 中日野 → 日野 → 日野コミュニティーセンター → 日野口 → 奥天野（ユースホステル前） → サイクルセンター → 清掃工場前 → 滝尻 → 滝尻口 → 滝畑ダムサイト → 清水 → 滝畑ふるさと文化財の森センター前 → 夕月橋 → 滝畑ダム
- 河内長野駅前行き

419系統・419Ｖ系統
滝畑ダム → 夕月橋 → 滝畑ふるさと文化財の森センター前 → 清水 → 滝畑ダムサイト → 滝尻 → 滝尻口 → 清掃工場前 → サイクルセンター → 奥天野（ユースホステル前） → 日野口 → 日野コミュニティーセンター → 日野 → 中日野 → 汐滝橋 → 古保 → 高向 → 上高向（花の文化園前） → （奥河内くろまろの郷 → ）高向公民館前 → 中高向 → 下高向 → 長野車庫 → むくの本 → 錦町 → 河内長野駅前
※「奥河内くろまろの郷」は419Ｖ系統のみ停車。

## 沿革
※南海バスは、2001年9月までは南海電気鉄道のバス部門であったが、ここでは南海バスの表記に統一する。
- 1995年9月　運行開始

従来、南海バスが河内長野駅前～高向～日野間を路線バスとして運行していたが、利用者減により、日野地区（高向～日野間）からの運行撤退を示していた。また、滝畑地区は、滝畑地区の自治会による自主運行の、住民利用専用のマイクロバスが河内長野駅近郊（南海バス錦町停留所付近）と滝畑地区を結んでいた。
これらを代替し、日野、滝畑両地区への生活路線バスを確保する目的で、南海バスの運行で、河内長野市が運行経費の赤字分を負担することで、貸切運行許可に基づいて運行を開始した。
運行開始当時は、以下の特徴があった。
- 名目上、日野・滝畑地区住民の優先利用となっていた。実際には、日野・滝畑地区住民以外でも利用を妨げられることはなかったが、南海バス側で、公式路線図などで日野・滝畑コミュニティバスは案内されないなど、日野・滝畑地区住民以外には知る機会の少ない路線であった。
- 河内長野駅前～高向間は、日野・滝畑方面は乗車のみ、河内長野駅前方面は降車のみのクローズドドアシステムが採用されていた。河内長野駅前～高向間の利用は、南海バスの河内長野駅前～高向便、または河内長野駅前～長野車庫便のみ可能であった。
- 南海バスの回数券、カード類が利用できず、代わりに日野・滝畑コミュニティバス専用の回数券が発行されていた。

- 2003年7月　一般路線化

貸切運行許可から一般乗合許可に変更し、「一般路線化」として利用者等に案内された。
一般路線化にともない、以下の変更がなされた。
- 日野・滝畑地区住民の優先利用とする名目がなくなり、南海バス側でも、公式路線図などで日野・滝畑コミュニティバスが案内されるようになった。また停留所が14箇所から23箇所となった。
- 河内長野駅前～高向間のクローズドドアシステムが廃止となり、河内長野駅前～高向間のみの利用も可能になった。この区間は、南海バスの河内長野駅前～高向便、河内長野駅前～長野車庫便と併せて利用できることで、利便性が向上した。
- 南海バスの回数券、カード類が利用できるようになった（下記の「利用可能なカード類」項参照）。それに伴い、日野・滝畑コミュニティバス専用の回数券は廃止となった。

- 2005年4月　停留所追加

「日野コミュニティセンター」停留所を新設。
- 2006年4月　停留所追加

「滝尻」「滝尻口」停留所を新設。
- 2014年　新停留所・新系統追加

11月29日のダイヤ改正にともない、以下の変更がなされた。
- 「奥河内くろまろの郷」停留所を新設。
- 「奥河内くろまろの郷」を経由する419Ｖ系統を新設。なお同日400系統（河内長野駅→（直行）→サイクルセンター→（直行）→ダムサイト→滝畑ダム）が新設されたが日野・滝畑コミュニティバスではない

## 運行車両
以前は専用カラーの車両で運行していたが、車両廃車後は南海バスのワンステップ車両で運行されている。

## 利用可能なカード類
- PiTaPa、ICOCAほか、交通系ICカード全国相互利用サービス対応
- 南海バス専用ICカード（なっち）、なんかいバスカード
- 河内長野市内（限定）モックルカード（バス1日フリー乗車券） - 650円。バス車内、河内長野駅バス定期券発売所、アンスリー河内長野店で販売。